# 로라 이네스
로라 이네스(Laura Innes, 1957년 8월 16일 ~ )는 미국의 배우, 텔레비전 감독이다. NBC 드라마 《ER》 출연과 《웨스트 윙》 연출을 통해 세 차례 프라임타임 에미상 후보에 올랐다.

## 작품 목록

### 영화 출연
- 딥 임팩트 (1998)

### 텔레비전 출연
- 파티 오브 파이브 (1994)
- ER (1995-2007, 2008, 2009)
- 더 이벤트 (2010-11)

### 텔레비전 연출
- ER (1999-2007)
- 웨스트 윙 (2000-06)